# Calicnemia mukherjeei
Calicnemia mukherjeei е вид водно конче от семейство Platycnemididae.

## Разпространение
Видът е разпространен в Индия (Мегхалая).